# ハンス・ジーグスフェルト

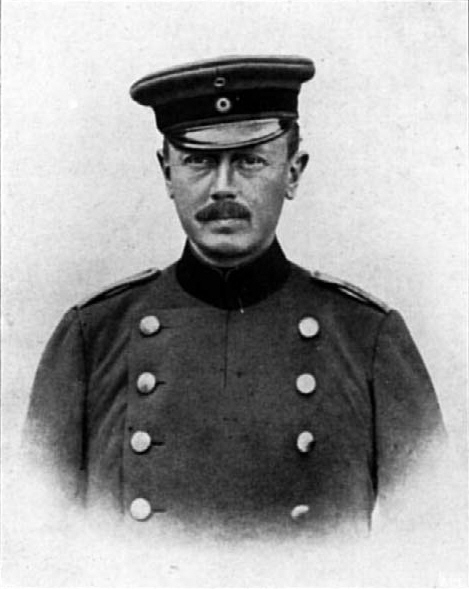
Hans Bartsch von Sigsfeld

ハンス・ジーグスフェルト（Max Wilhelm Rudolf Hans Bartsch von Sigsfeld、 1861年2月9日 - 1902年2月1日）はドイツの軍人、気球のエンジニアである。アウグスト・フォン・パルセファル（August von Parseval）とともに気球技術の開発に貢献した。 
ベルンブルクで林業家で貴族の家に生まれた。母親はドイツの哲学者、ヨハン・ゴットフリート・ヘルダーの孫である。シャルロッテンブルクの工業学校で工学を学び、1年ほど軍務についた後予備役将校となった。
1887年にドイツ航空振興協会（Deutsche Verein zur Förderung der Luftschifffahrt）に参加し、アウグスト・フォン・パルセファルと親しくなり、高空での気象観測に用いるサイクロメーターを開発し、1888年、ドイツの気象学者、ヴィクトール・クレマー（Victor Kremer）とともに気球、Herder号で飛行し、実験した。
1889年にミュンヘンに移り、ミュンヘン空中飛行協会（Münchener Verein für Luftschifffahrt）の設立者の一人となった。1889年の秋に動力付の飛行船を製作することを目指して工場を設立した。パルセファル、アウグスト・リーディンガー（August Riedinger）とともに飛行船の開発を行い、気嚢の形状が細長い、Drachenballon（kite balloon）と呼ばれる係留気球を製作した。1893年4月26日に水素気球が静電気の放電で着火したのを受けて、気嚢に10%の塩化カリウムを添加して導電性を持たせることを提案した。1896年に軍務に戻り気球部隊で働いた。1897年に映画のパイオニア、オスカル・メステル(Oskar Messter)を同乗させて飛行した。1999年3月には650kmを飛行しドイツの気球の飛行距離の記録を樹立した。
1897年の夏から、軍用無線通信の実験を行った。アドルフ・スラビーと協力し、気球からたらしたケーブルを送信・受信ケーブルとして無線の実験を行い、移動式の軍用無線局としての実験を行った。再び飛行船の世界で働き、フェルディナント・フォン・ツェッペリンの最初の飛行船製作に協力し、1900年からは軍の気球学校で教官を務めた。
1902年2月1日、ベルリンからの飛行の後にオランダのアントワープ付近のZwijndrechtで墜落死した。